# The Lord of the Rings: The Battle for Middle-earth II — The Rise of the Witch-king
«The Lord of the Rings: The Battle for Middle-earth II: The Rise of the Witch-king» (с англ. — «Властелин колец: Битва за Средиземье 2: Под знаменем  Короля-чародея») — дополнение и продолжение к стратегии реального времени «The Lord of the Rings: The Battle for Middle-earth II», основанной на романе Дж. Р. Р. Толкина «Властелин колец» и сопутствующей кинотрилогии, созданной Питером Джексоном, Третья часть из игры стратегии Средиземья.

## Сюжет
Действие происходит спустя 1000 лет после битвы последнего союза эльфов и людей с армией Саурона. В 1300-м году Третьей эпохи зло опять начинает распространяться по Средиземью. Назгулы вернулись. Король-чародей поселяется в Ангмаре и, создав армию Ангмара, захватывает Рудаур вторгается в Арнор в 1409-м году. Затем следует 500-летняя война с Арнором, королевством северных нуменорцев. Армия Ангмара уничтожает важную крепость-башню Амон Сул и уничтожают княжество Кардолан, но дунэдайн удаётся защитить великую крепость Форност, и война продолжается. После Великой чумы в 1636-м году, от которой сильно пострадали Гондор и Эриадор, Королю-чародею наконец-то удаётся взять Форност для себя. Но в финальной битве, эльфы и люди побеждают войска Ангмара и Короля-чародея.
Сюжет дополнения рассказывает, как злобный Король-чародей обрёл власть, захватил Ангмар и уничтожил Арнор. Так как Толкин не очень детально описал эти события в книгах, создатели сами дополняли пробелы собственной фантазией.

## Ангмарская Кампания
Миссия 1 — Основание Ангмара. Спустя 1000 лет после войны последнего Союза на Севере Средиземья, Арнор — государство северных дунэдайн — распадается на три королевства: Артедайн, Кардолан и Рудаур. Междоусобные войны ослабили эти государства, и, повинуясь воле Саурона, в 1300 году Третьей Эпохи назгулы Король-чародей и Моргомир отправляются в Ангмар (севернее Троллистого плато), планируя собрать здесь армию и уничтожить Арнор. Они заключают союз с Рогашем, троллем Севера, и, прекратив сражения между Снежными и Южными троллями, готовятся завоевать Ангмар. Им противостоят чёрные нуменорцы и некоторые орки, но Король-чародей побеждает их в финальной битве, после чего они присоединяются к Железной Короне. Орки и чёрные нуменорцы теперь сражаются под знаменем Короля-чародея. Армия Ангмара готова к войне, построена столица Ангмара — Карн Дум.
Миссия 2 — Завоевание Рудаура. В 1356 году Третьей Эпохи, поскольку в других королевствах дунэдайн не осталось потомков Элендила, король Аргелеб Артедаинский заявляет свои права на власть над всем Арнором. Кардолан добровольно подчинился его воле, однако часть горцев Рудаура выступила против объединения и начала войну с Арнором. По приказу Арвелега дунэдайны Рудаура схватили вождя восстания Халдара. Арвелег собрал большую армию, чтобы полностью покорить горцев. Но армия Ангмара вторгается в Рудаур и начинает войну с Арнором. Ангмарцы освобождают Халдара из арнорского плена и помогают ему очистить земли от тех горцев, которые не подчинялись ему и Королю-чародею и оставшиеся верными Арнору (а их большинство). После того как все мятежные горцы Рудаура присоединились к Железной Короне, а остальные истреблены, Король-чародей начинает окончательное завоевание, для чего надо уничтожить две арнорские крепости за рекой. Сразу же после уничтожения первой крепости король Аргелеб с армией Артедайна прибыл в Рудаур, но орды Ангмара разгромили его армию и убили его самого, а после захватили вторую арнорскую крепость.
Миссия 3 — Осада Амон Сул. Арвелег, сын Аргелеба, в союзе с эльфами и Кардоланом отбивает все атаки Короля-чародея возле Ветреных холмов, при этом он использует палантир и эльфийскую магию пяти маллорнов . Чтобы открыть путь на Форност, армия Ангмара осаждает великую башню-крепость Амон Сул, где хранится палантир. Люди использовали не только стены и армию для обороны, но и магию, которая основывалась на пяти меллорнах: при их уничтожении уничтожается и магия. Король-чародей со своей армией побеждает гарнизон, уничтожает меллорны и башню Амон Сул, но он не находит палантир.
Миссия 4 — Око Властелина. Арвелег в сопровождении гвардейцев сбежал из Амон Сула с палантиром, за ним последовали ангмарцы и атаковали его. После небольшой схватки Арвелег разбил палантир об землю, уничтожив себя и всех вокруг. Вскоре прибыл Моргомир и обнаружил, что даже осколки палантира, разлетевшиеся по всей земле, имеют магическую силу. Моргомир собрал по очереди все семь осколков палантира и привёз их в свою крепость, а также уничтожил крепость людей, пытавшихся собрать осколки.
Теперь Король-чародей может использовать магию палантира.
Миссия 5 — Битва за Курганы. Путь на Форност открыт. Но Король-чародей не начнёт осаду столицы Арнора, пока в тылу у него остаются враги. Армия Кардолана не вступила в битву при Амон Сул, и Король-чародей начал вторжение в Кардолан, чтобы лишить Артедайн подмоги и обезопасить свои тылы. Для этого повелитель Ангмара придумал план, как выманить Князя Кардолана и его армию из крепостей — он отправил Халдара на Большие Курганы, которые тот оборонял от атак арнорцев до тех пор, пока Князь Кардолана не прибыл сам, чтобы выбить ангмарцев с холмов (так, как и планировал Король-чародей). Оказалось, что Король-чародей послал на Курганы только часть армии, и с прибытием армии кардоланцев под предводительством Князя Кардолана он пошёл в атаку со всей своей армией. В результате вся армия людей была перебита, их Князь убит, от Кардолана остались лишь беженцы — следопыты-дунэдайн (в этой миссии Ангмар впервые использует колдунов).
Миссия 6 — Карн Дум. Арнор стоит на краю гибели. Чтобы предотвратить завоевание Севера Ангмаром, армии эльфов Ривенделла, Линдона и Лориена осаждают Карн Дум. Крепость защищают Король-чародей и Халдар, которые зажигают сигнальные огни, для того чтобы армия Рогаша прибыла на помощь, и отбивают все атаки эльфов. Во время самой последней и массивной атаки эльфов-нолдор во главе с Глорфинделом и Элрондом, с запада эльфов атакует армия Рогаша и Моргомира, а гарнизон Карн Дума контратакует и разбивает армию эльфов.
Миссия 7 — Чёрное поветрие. Чтобы ослабить Артедайн и не дать ему оправиться от поражений, Король-чародей во второй раз посылает свою армию на Большие Курганы во главе с Моргомиром. На этот раз для более тёмной цели — он посылает вместе с армией своих колдунов, чтобы они собрали урожай душ и использовали их для того, чтобы наслать Великую Чуму на земли людей. Воины и следопыты Арнора пытаются противостоять этому ритуалу, но Моргомир захватывает холмы и удерживает их. Последней порабощённой душой был арнорский капитан Картеан, который на протяжении всей битвы досаждал ангмарцам внезапными атаками. Моргомир пронзает его моргульским клинком; теперь Картеан возвращается в жизнь в виде призрака, служащего Королю-чародею, теперь его имя Карш (новый герой Ангмара). Миссию требуется выполнить за 30 минут.
Миссия 8 — Форност. Армия Ангмара осаждает Форност. На помощь воинам Арнора, обороняющим крепость, приходят эльфы и хоббиты, но они разгромлены. Армия Короля-чародея штурмует Форност и двигается к цитадели, по дороге уничтожая большую часть населения и все здания. У цитадели их встречает Арведуи (последний король Арнора) со своей гвардией и конницей, но его убивают, а цитадель уничтожают. Тьма пришла в Арнор, и Тьма победила.

## Эпилог
Это особая кампания, состоящая из одной миссии, и в отличие от предыдущей, на стороне Добра.
Миссия 1 — Падение Ангмара. Чтобы не допустить завоевание Средиземья Ангмаром, эльфийские воины-нолдор (во главе с Глорфинделом и Элрондом) и люди Гондора со всадниками Дол Амрота (во главе с принцем Гондора Эарнуром) вторглись в Ангмар, чтобы уничтожить Короля-чародея навсегда. Первым на их пути встаёт Моргомир с черными нуменорцами и следопытами; Эарнур побеждает «правую руку» Короля-чародея. Отразив первую атаку, построив базу и пополнив силы, они двинулись вглубь Ангмара. После им преграждает путь Карш вместе с духами Ангмара и колдунами, но Элронд убивает призрака и освобождает душу арнорского воина. По пути в цитадель Короля-чародея их встречает Рогаш с армией троллей и волков, но после долгой битвы самый сильный герой Ангмара тоже пал от руки Глорфиндела. Наконец армии эльфов и людей Гондора доходят до крепости Ангмара, где Король-чародей со своей армией орков, людей, духов и троллей вступил в финальную битву, в которой он был побеждён, а следом и вся его армия.
Эта глава-эпилог основана на событиях, которые подробно описаны в книге «Сильмариллион». Но в отличие от событий книги, последняя битва сил Ангмара против эльфов и людей произошла не в Ангмаре, а близ Форноста, по которому она и получила своё название (см. Битва при Форносте), а Король-Чародей бежал, после того как его армия была уничтожена и он был настигнут Глорфинделом, который именно тогда произнёс пророчество о смерти Короля-Чародея:

Он больше не вернется сюда. Ему ещё не судьба погибнуть. Да и падёт он не от руки мужа.
Пророчество сбылось, Чёрный Предводитель погиб от меча роханской девы Эовин и зачарованного могильного клинка хоббита Мериадока Брендибака во время битвы на Пелленорских полях.

## Отзывы
| Сводный рейтинг | Сводный рейтинг |
| Агрегатор       | Оценка          |
| --------------- | --------------- |
| GameRankings    | 78,00 %         |
| Metacritic      | 78/100          |

Игра получила преимущественно положительные отзывы критиков. На агрегаторе рецензий GameRankings игра получила средний балл 78 % на основе 22 рецензий. На Metacritic игра получила средний балл 78 из 100 на основе 22 рецензий.
Редактор издания NZGamer поставил игре 8 баллов из 10, отметив улучшение многих моментов игры по сравнению с оригинальной Battle for Middle-Earth, а также оценил кампанию за использование менее известной стороны истории Средиземья.